# Alcibíades Arosemena
Alcibíades Arosemena Quinzada (ur. 20 listopada 1883 na prowincji Los Santos, zm. 8 kwietnia 1958 w Panamie) – polityk i dyplomata panamski.
W 1949 został wiceprezydentem. Urząd ten sprawował do 1951. Wówczas to prezydent Arnulfo Arias został obalony, a Arosomena objął po nim urząd. Był prezydentem Panamy od 9 maja 1951 do 1 października następnego roku. Był również ambasadorem w Hiszpanii (1953-1955) i we Francji (1955-1958).